# Youku
Youku ( forenklet kinesisk: 优酷; traditionelt kinesisk: 優酷; pinyin: Yōukù , bogstaveligt talt "fremragende [og] sej"), er en videodelingstjeneste i Kina.

## Historie
Den 18. oktober 2010 underskrev Disney en distributionsaftale med det kinesiske websted Youku.
I marts 2012 købte virksomheden Tudou firmaet og blev efterfølgende den største online videoplatform i Kina under navnet Youku Tudou.
I april 2014 købte Alibaba.com en andel i selskabet.
Den 12. november 2014 annoncerede Xiaomi, at de købte en del af Youku Tudou.
I oktober og november 2015 annoncerede Alibaba Group overtagelsen af andele i Youku til et beløb svarende til 3,7 mia. dollar. På tidspunktet for meddelelsen ejede Alibaba 18.3 % af Youku.